# Campeonato de Rugby das Américas de 2018

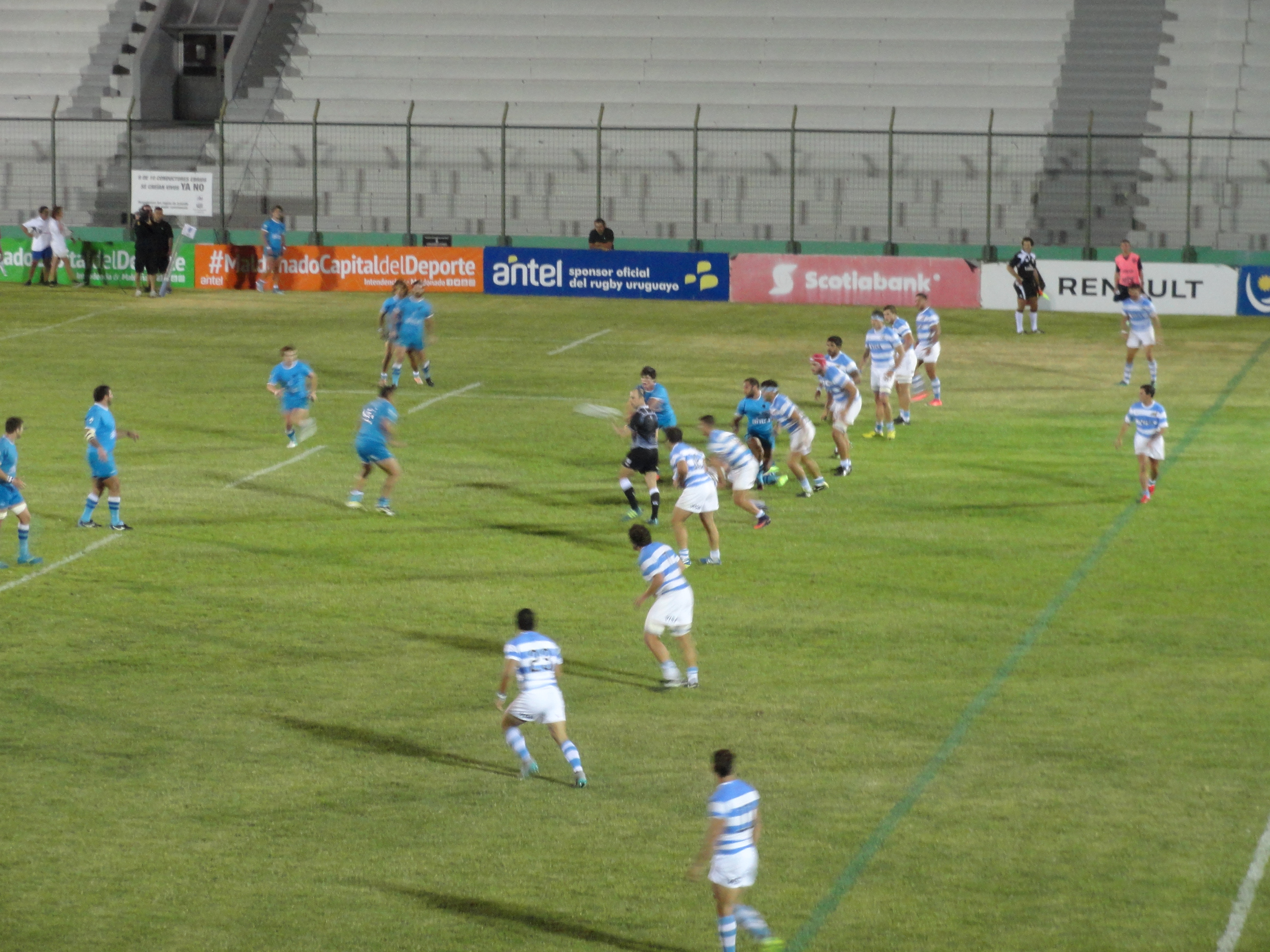
Campeonato de Rugby das Américas de 2018

O Campeonato de Rugby das Américas de 2018 (em inglês: 2018 Americas Rugby Championship) foi a terceira edição desta competição em seu atual formato, sendo também conhecido como Seis Nações das Américas, em referência ao torneio Seis Nações da Europa.
Suas partidas foram disputadas entre janeiro e março de 2018. As seleções de Argentina (representada pela Argentina XV), Brasil, Canadá, Chile, Estados Unidos e Uruguai participaram desta competição.
A seleção dos Estados Unidos conquistou o bi-campeonato, com uma campanha invicta.

## Regulamento
O torneio foi disputado no formato todos contra todos, com turno único, no qual cada selecionado jogou cinco partidas.
Ao final das cinco rodadas, a equipe que somou mais pontos foi declarada campeã do campeonato.

### Equipes e locais de disputa
Segue-se, no quadro abaixo, o resumo das equipes participantes e suas sedes de disputa nesta competição.
| Equipe         | Treinador        | Capitão(es)                          | Sedes                           | Sedes      | Sedes                 |
| Equipe         | Treinador        | Capitão(es)                          | Estádio                         | Capacidade | Cidade                |
| -------------- | ---------------- | ------------------------------------ | ------------------------------- | ---------- | --------------------- |
| Argentina XV   | Felipe Contepomi | Lautaro Bávaro Tomás de la Vega      | Estádio 23 de Agosto            | 23 200     | San Salvador de Jujuy |
| Argentina XV   | Felipe Contepomi | Lautaro Bávaro Tomás de la Vega      | Estadio Agustín Pichot          | 3 500      | Ushuaia               |
| Brasil         | Rodolfo Ambrosio | Yan Rosetti                          | Estádio do Pacaembu             | 37 730     | São Paulo             |
| Brasil         | Rodolfo Ambrosio | Yan Rosetti                          | Estádio Martins Pereira         | 15 317     | São José dos Campos   |
| Canadá         | Kingsley Jones   | Phil Mack                            | Estádio BC Place                | 54 500     | Vancouver             |
| Canadá         | Kingsley Jones   | Phil Mack                            | Westhills Stadium               | 1 718      | Langford              |
| Chile          | Mark Cross       | José Ignacio Larenas Javier Richard  | Estádio Municipal de La Pintana | 6 000      | Santiago              |
| Estados Unidos | Gary Gold        | Blaine Scully Nate Augspurger        | StubHub Center                  | 27 000     | Carson                |
| Estados Unidos | Gary Gold        | Blaine Scully Nate Augspurger        | Papa Murphy's Park              | 11 569     | Sacramento            |
| Estados Unidos | Gary Gold        | Blaine Scully Nate Augspurger        | Titan Stadium                   | 10 000     | Fullerton             |
| Uruguai        | Esteban Meneses  | Juan Manuel Gaminara Alejandro Nieto | Estádio Domingo Burgueño Miguel | 22 000     | Maldonado             |
| Uruguai        | Esteban Meneses  | Juan Manuel Gaminara Alejandro Nieto | Estádio Charrúa                 | 14 000     | Montevidéu            |

## Jogos do Campeonato de Rugby das Américas de 2018
Seguem-se, abaixo, a tabela com as partidas deste evento.

### 1ª rodada
| 27 de janeiro de 2018 |         |         |                             |
| Canadá                | 29 - 38 | Uruguai | Estádio BC Place, Vancouver |
|                       | Reporte |         | Estádio BC Place, Vancouver |

| 3 de fevereiro de 2018 |         |        |                                           |
| Chile                  | 14 - 16 | Brasil | Estádio Municipal de La Pintana, Santiago |
|                        | Reporte |        | Estádio Municipal de La Pintana, Santiago |

### 2ª rodada
| 9 de fevereiro de 2018 |         |         |                                |
| Brasil                 | 18 - 27 | Uruguai | Estádio do Pacaembu, São Paulo |
|                        | Reporte |         | Estádio do Pacaembu, São Paulo |

| 10 de fevereiro de 2018 |         |       |                                 |
| Argentina XV            | 57 - 12 | Chile | Estádio Agustín Pichot, Ushuaia |
|                         | Reporte |       | Estádio Agustín Pichot, Ushuaia |

| 10 de fevereiro de 2018 |         |        |                                |
| Estados Unidos          | 29 - 10 | Canadá | Papa Murphy's Park, Sacramento |
|                         | Reporte |        | Papa Murphy's Park, Sacramento |

### 3ª rodada
| 17 de fevereiro de 2018 |         |       |                          |
| Estados Unidos          | 45 - 13 | Chile | Titan Stadium, Fullerton |
|                         | Reporte |       | Titan Stadium, Fullerton |

| 17 de fevereiro de 2018 |         |              |                                            |
| Uruguai                 | 17 - 34 | Argentina XV | Estádio Domingo Burgueño Miguel, Maldonado |
|                         | Reporte |              | Estádio Domingo Burgueño Miguel, Maldonado |

| 17 de fevereiro de 2018 |         |        |                             |
| Canadá                  | 45 - 5  | Brasil | Westhills Stadium, Langford |
|                         | Reporte |        | Westhills Stadium, Langford |

### 4ª rodada
| 24 de fevereiro de 2018 |         |         |                                           |
| Chile                   | 15 - 67 | Uruguai | Estádio Municipal de La Pintana, Santiago |
|                         | Reporte |         | Estádio Municipal de La Pintana, Santiago |

| 24 de fevereiro de 2018 |         |                |                                              |
| Brasil                  | 16 - 43 | Estados Unidos | Estádio Martins Pereira, São José dos Campos |
|                         | Reporte |                | Estádio Martins Pereira, São José dos Campos |

| 24 de fevereiro de 2018 |         |        |                                             |
| Argentina XV            | 40 - 15 | Canadá | Estádio 23 de Agosto, San Salvador de Jujuy |
|                         | Reporte |        | Estádio 23 de Agosto, San Salvador de Jujuy |

### 5ª rodada
| 3 de março de 2018 |         |        |                                           |
| Chile              | 17-33   | Canadá | Estádio Municipal de La Pintana, Santiago |
|                    | Reporte |        | Estádio Municipal de La Pintana, Santiago |

| 3 de março de 2018 |         |                |                             |
| Uruguai            | 19-61   | Estados Unidos | Estádio Charrúa, Montevidéu |
|                    | Reporte |                | Estádio Charrúa, Montevidéu |

| 3 de março de 2018 |         |              |                                              |
| Brasil             | 8-28    | Argentina XV | Estádio Martins Pereira, São José dos Campos |
|                    | Reporte |              | Estádio Martins Pereira, São José dos Campos |

### Classificação final
Segue-se, abaixo, a classificação final desta competição.
| Col. | País           | Partidas | Partidas | Partidas | Partidas | Pontos  | Pontos | Pontos | Tries | Pontos bônus | Pontos bônus | Pontos Totais |
| Col. | País           | Jogos    | Vit.     | Emp.     | Der.     | A favor | Contra | Diff   | Tries | 4 tries      | D7           | Pontos Totais |
| ---- | -------------- | -------- | -------- | -------- | -------- | ------- | ------ | ------ | ----- | ------------ | ------------ | ------------- |
| 1º   | Estados Unidos | 5        | 5        | 0        | 0        | 197     | 68     | +129   | 28    | 4            | 0            | 24            |
| 2º   | Argentina XV   | 5        | 4        | 0        | 1        | 169     | 69     | +100   | 24    | 4            | 1            | 21            |
| 3º   | Uruguai        | 5        | 3        | 0        | 2        | 168     | 157    | +11    | 23    | 2            | 0            | 14            |
| 4º   | Canadá         | 5        | 2        | 0        | 3        | 132     | 129    | +3     | 18    | 3            | 0            | 11            |
| 5º   | Brasil         | 5        | 1        | 0        | 4        | 63      | 159    | -96    | 6     | 0            | 0            | 4             |
| 6º   | Chile          | 5        | 0        | 0        | 5        | 71      | 218    | -147   | 10    | 0            | 1            | 1             |

- Critérios de pontuação: vitória = 4; empate = 2; quatro ou mais tries convertidos (bonificação por partida) = 1; derrota por diferença igual ou menor a sete pontos (bonificação por partida) = 1.